# Rosine Jones
Rosine Jones (* 1936, verheiratete Rosine Lemon) ist eine US-amerikanische Badmintonspielerin. 

## Karriere
Rosine Jones gewann 1966 den Vizeweltmeistertitel für Damenmannschaften mit dem US-Team. 1967 siegte sie bei den offen ausgetragenen US-Meisterschaften im Damendoppel mit Judy Hashman. 1976 erkämpfte sie sich bei den US-Einzelmeisterschaften den Titel im Damendoppel mit Pam Brady.

## Sportliche Erfolge
| Saison | Veranstaltung              | Disziplin   | Platz | Name                              |
| ------ | -------------------------- | ----------- | ----- | --------------------------------- |
| 1966   | Uber Cup                   | Damenteam   | 2     | USA                               |
| 1967   | US Open                    | Damendoppel | 1     | Judy Hashman / Rosine Jones Lemon |
| 1976   | USA: Einzelmeisterschaften | Damendoppel | 1     | Pam Brady / Rosine Lemon          |